# Pont-du-Bois
Pont-du-Bois è un comune francese di 120 abitanti situato nel dipartimento dell'Alta Saona nella regione della Borgogna-Franca Contea.

## Società

### Evoluzione demografica
Abitanti censiti